# Gran Premio de Gran Bretaña de Motociclismo de 1988
El Gran Premio de Gran Bretaña de Motociclismo de 1988 fue la decimosegunda prueba de la temporada 1988 del Campeonato Mundial de Motociclismo. El Gran Premio se disputó el 7 de agosto de 1988 en el Circuito de Donington.

## Resultados 500cc
Primera victoria en el Mundial del estadounidense Wayne Rainey que entró por delante del australiano Wayne Gardner y del francés Christian Sarron. En la clasificación general, el primer puesto es para el estadounidense Eddie Lawson (sexto en este Gran Premio) con 20 puntos de ventaja sobre Gardner y 32 sobre Rainey.
| Pos.     | Piloto              | Equipo                        | Moto           | Tiempo    | Pts. |
| -------- | ------------------- | ----------------------------- | -------------- | --------- | ---- |
| 1        | Wayne Rainey        | Team Lucky Strike Roberts     | Yamaha         | 49:33.670 | 20   |
| 2        | Wayne Gardner       | Rothmans Honda Team           | Honda          | +6.970    | 17   |
| 3        | Christian Sarron    | Sonauto Gauloises Blondes     | Yamaha         | +8.780    | 15   |
| 4        | Niall Mackenzie     | Team HRC                      | Honda          | +11.840   | 13   |
| 5        | Kevin Magee         | Team Lucky Strike Roberts     | Yamaha         | +36.750   | 11   |
| 6        | Eddie Lawson        | Marlboro Yamaha Team Agostini | Yamaha         | +40.970   | 10   |
| 7        | Didier de Radiguès  | Marlboro Yamaha Team Agostini | Yamaha         | +51.360   | 9    |
| 8        | Pierfrancesco Chili | HB Honda Gallina Team         | Honda          | +51.810   | 8    |
| 9        | Roger Burnett       | Racing Team Katayama          | Honda          | +52.390   | 7    |
| 10       | Tadahiko Taira      | Tech 21                       | Yamaha         | +1:21.840 | 6    |
| 11       | Randy Mamola        | Cagiva Corse                  | Cagiva         | +1:32.450 | 5    |
| 12       | Norihiko Fujiwara   | Lucky Strike Yamaha           | Yamaha         | +1 Vuelta | 4    |
| 13       | Mike Baldwin        | Racing Team Katayama          | Honda          | +1 Vuelta | 3    |
| 14       | Ron Haslam          | Team ROC Elf Honda            | Elf Honda      | +1 Vuelta | 2    |
| 15       | Fabio Biliotti      | Team Amoranto                 | Honda          | +1 Vuelta | 1    |
| 16       | Patrick Igoa        | Sonauto Gauloises Blondes     | Yamaha         | +1 Vuelta |      |
| 17       | Eddie Laycock       | Millar Racing                 | Honda          | +1 Vuelta |      |
| 18       | Fabio Barchitta     | Racing Team Katayama          | Honda          | +1 Vuelta |      |
| 19       | Daniel Amatriain    | Ducados Lotus Guarz           | Honda          | +1 Vuelta |      |
| 20       | Marco Gentile       | Fior Marlboro                 | Fior           | +1 Vuelta |      |
| 21       | Dave Leach          |                               | Suzuki         | +1 Vuelta |      |
| 22       | Maarten Duyzers     | HDJ International             | Honda          | +1 Vuelta |      |
| 23       | Simon Buckmaster    |                               | Honda          | +1 Vuelta |      |
| 24       | Kees van der Endt   | Autobedrijf Koens             | Honda          | +1 Vuelta |      |
| 25       | Nicholas Schmassman | FMS                           | Honda          | +1 Vuelta |      |
| Ret      | Andreas Leuthe      |                               | Suzuki         | Ret       |      |
| Ret      | Rachel Nicotte      | PVI Racing                    | Honda          | Ret       |      |
| Ret      | Darren Dixon        |                               | Suzuki         | Ret       |      |
| Ret      | Bruno Kneubühler    | Romer Racing Suisse           | Honda          | Ret       |      |
| Ret      | Rob McElnea         | Suzuki Pepsi Cola             | Suzuki         | Ret       |      |
| Ret      | Wolfgang von Muralt |                               | Suzuki         | Ret       |      |
| Ret      | Raymond Roche       | Cagiva Corse                  | Cagiva         | Ret       |      |
| Ret      | Steve Spray         |                               | Suzuki irement |           |      |
| Ret      | Kevin Schwantz      | Suzuki Pepsi Cola             | Suzuki         | Ret       |      |
| DNS      | Alessandro Valesi   | Team Iberia                   | Honda          | DNS       |      |
| DNS      | Marco Papa          | Team Greco                    | Honda          | DNS       |      |
| DNQ      | Steve Manley        | Gateford Motors               | Suzuki         | DNQ       |      |
| DNQ      | Ian Pratt           |                               | Suzuki         | DNQ       |      |
| DNQ      | Johan Ten Napel     |                               | Suzuki         | DNQ       |      |
| DNQ      | Claus Wulff         |                               | Honda          | DNQ       |      |
| DNQ      | Rene Zanatta        |                               | Paton          | DNQ       |      |
| Sources: |                     |                               |                |           |      |

## Resultados 250cc
Segunda victoria del año para el italiano Luca Cadalora que venció al francés Dominique Sarron y al español Juan Garriga. En la clasificación general, el primer puiesto continua en poder del español Sito Pons (cuarto en este Gran Premio) con seus puntos de ventaja sobre Garriga.
| Pos. | Piloto               | Moto    | Tiempo   | Pts. |
| ---- | -------------------- | ------- | -------- | ---- |
| 1    | Luca Cadalora        | Yamaha  | 43.16.38 | 20   |
| 2    | Dominique Sarron     | Honda   | 43.19.84 | 17   |
| 3    | Juan Garriga         | Yamaha  | 43.21.55 | 15   |
| 4    | Sito Pons            | Honda   | 43.21.68 | 13   |
| 5    | Reinhold Roth        | Honda   | 43.31.99 | 11   |
| 6    | Jean-Philippe Ruggia | Yamaha  | 43.32.72 | 10   |
| 7    | Jacques Cornu        | Honda   | 43.40.52 | 9    |
| 8    | Carlos Lavado        | Yamaha  | 43.50.04 | 8    |
| 9    | Masahiro Shimizu     | Honda   | 43.58.34 | 7    |
| 10   | Donnie McLeod        | EMC     | 44.00.92 | 6    |
| 11   | Ivan Palazzese       | Yamaha  | 44.01.35 | 5    |
| 12   | Carlos Cardús        | Honda   | 44.07.34 | 4    |
| 13   | Harald Eckl          | Aprilia | 44.18.54 | 3    |
| 14   | Stefano Caracchi     | Honda   | 44.20.37 | 2    |
| 15   | Martin Wimmer        | Yamaha  | 44.23.35 | 1    |
| 16   | Bruno Casanova       | Aprilia | 44.23.57 |      |
| 17   | August Auinger       | Aprilia | 44.23.95 |      |
| 18   | Wilco Zeelenberg     | Yamaha  | 44.31.82 |      |
| 19   | Jochen Schmid        | Honda   | 44.37.84 |      |
| 20   | Urs Jücker           | Yamaha  | 44.58.59 |      |
| 21   | Andreas Preining     | Aprilia | 1 Vuelta |      |
| 22   | Christian Boudinot   | Fior    | 1 Vuelta |      |
| 23   | Jean-François Baldé  | Defi    | 1 Vuelta |      |
| 24   | Nigel Bosworth       | Aprilia | 1 Vuelta |      |
| 25   | Hans Lindner         | Honda   | 1 Vuelta |      |
| Ret  | Hans Becker          | Yamaha  | Ret      |      |
| Ret  | Bobby Issazadhe      | Yamaha  | Ret      |      |
| Ret  | Rob Orme             | Raydel  | Ret      |      |
| Ret  | Garry Cowan          | Yamaha  | Ret      |      |
| Ret  | Loris Reggiani       | Aprilia | Ret      |      |
| Ret  | Manfred Herweh       | Yamaha  | Ret      |      |
| Ret  | Paolo Casoli         | Garelli | Ret      |      |
| Ret  | Jean-Michel Mattioli | Yamaha  | Ret      |      |
| Ret  | Kevin Mitchell       | Yamaha  | Ret      |      |
| DNS  | Maurizio Vitali      | Rotax   | DNS      |      |
| DNS  | Seigo Kikuchi        | Honda   | DNS      |      |
| DNQ  | Woolsey Coulter      | Honda   | DNQ      |      |
| DNQ  | Urs Lüzi             | Honda   | DNQ      |      |
| DNQ  | Bruno Bonhuil        | Honda   | DNQ      |      |
| DNQ  | René Delaby          | Yamaha  | DNQ      |      |
| DNQ  | Jean-Francois Foray  | Yamaha  | DNQ      |      |
| DNQ  | Roland Busch         | Yamaha  | DNQ      |      |
| DNQ  | Alain Bronec         | Honda   | DNQ      |      |
| DNQ  | Bernard Haenggeli    | Honda   | DNQ      |      |
| DNQ  | Steve Patrickson     | Hejira  | DNQ      |      |
| DNQ  | Javier Cardelús      | Aprilia | DNQ      |      |
| DNQ  | Alberto Puig         | Honda   | DNQ      |      |
| DNQ  | Steve Hislop         | Yamaha  | DNQ      |      |
| DNQ  | Hervé Duffard        | Honda   | DNQ      |      |
| DNQ  | Thierry Rapicault    | Fior    | DNQ      |      |
| DNQ  | Chris Martin         | Aprilia | DNQ      |      |

## Resultados 125cc
En el octavo de litro, el italiano Ezio Gianola obtuvo la segunda victoria de la temporada, por delante del español Jorge Martínez Aspar, que se había impuesto en todos los Grandes Premios anteriores y que se encuentra en la clasificación general con 17 puntos sobre el italiano.
| Pos. | Piloto               | Moto      | Tiempo   | Pts. |
| ---- | -------------------- | --------- | -------- | ---- |
| 1    | Ezio Gianola         | Honda     | 42.42.42 | 20   |
| 2    | Jorge Martínez Aspar | Derbi     | 43.14.39 | 17   |
| 3    | Domenico Brigaglia   | Gazzaniga | 43.20.58 | 15   |
| 4    | Julián Miralles      | Honda     | 43.23.07 | 13   |
| 5    | Allan Scott          | Honda     | 43.23.20 | 11   |
| 6    | Krysztof Galatowicz  | Honda     | 43.30.28 | 10   |
| 7    | Fausto Gresini       | Garelli   | 43.38.38 | 9    |
| 8    | Johnny Wickström     | Honda     | 43.41.77 | 8    |
| 9    | Àlex Crivillé        | Derbi     | 43.43.20 | 7    |
| 10   | Hans Spaan           | Honda     | 43.43.71 | 6    |
| 11   | Alfred Waibel        | Waibel    | 43.56.35 | 5    |
| 12   | Hisashi Unemoto      | Honda     | 43.56.56 | 4    |
| 13   | Heinz Lüthi          | Honda     | 43.56.62 | 3    |
| 14   | Bady Hassaine        | Honda     | 43.59.54 | 2    |
| 15   | Lucio Pietroniro     | Honda     | 44.00.44 | 1    |
| 16   | Manuel Herreros      | Derbi     | 44.16.65 |      |
| 17   | Juan Ramon Bolart    | JJ Cobas  | 44.17.01 |      |
| 18   | Jussi Hautaniemi     | Honda     | 44.17.56 |      |
| 19   | Ian McConnachie      | Cagiva    | 44.17.69 |      |
| 20   | Gerhard Waibel       | Honda     | 44.18.25 |      |
| 21   | Manuel Hernández     | Honda     | 44.34.96 |      |
| 22   | Mike Leitner         | LCR       | 1 Vuelta |      |
| 23   | Hubert Abold         | Honda     | 1 Vuelta |      |
| 24   | Koji Takada          | Honda     | 1 Vuelta |      |
| 25   | Alan Patterson       | Honda     | 1 Vuelta |      |
| Ret  | Pier Paolo Bianchi   | Cagiva    | Ret      |      |
| Ret  | Thierry Feuz         | Rotax     | Ret      |      |
| Ret  | Jörg Seel            | Seel      | Ret      |      |
| Ret  | Alex Bedford         | Honda     | Ret      |      |
| Ret  | Esa Kytölä           | Honda     | Ret      |      |
| Ret  | Stefan Dörflinger    | Honda     | Ret      |      |
| Ret  | Adi Stadler          | Honda     | Ret      |      |
| Ret  | Corrado Catalano     | Aprilia   | Ret      |      |
| Ret  | Luis Miguel Reyes    | Garelli   | Ret      |      |
| Ret  | Stefan Prein         | Honda     | Ret      |      |
| Ret  | Gastone Grassetti    | Honda     | Ret      |      |
| DNQ  | Josef Fischer        | Rotax     | DNQ      |      |
| DNQ  | Robin Appleyard      | Honda     | DNQ      |      |
| DNQ  | Robin Milton         | Honda     | DNQ      |      |
| DNQ  | Mark Carkeek         | Scitsu    | DNQ      |      |
| DNQ  | Jean-Claude Selini   | Honda     | DNQ      |      |
| DNQ  | David Lennon         | Honda     | DNQ      |      |
| DNQ  | Paul Bordes          | Honda     | DNQ      |      |
| DNQ  | Christian Le Badezet | Honda     | DNQ      |      |
| DNQ  | Håkan Olsson         | Honda     | DNQ      |      |
| DNQ  | Rob Orme             | Rotax     | DNQ      |      |
| DNQ  | Stuart Edwards       | Rotax     | DNQ      |      |
| DNQ  | Manfred Thurmayer    | Honda     | DNQ      |      |
| DNQ  | Andrés Sánchez       | Rotax     | DNQ      |      |
| DNQ  | Ray Murphy           | Honda     | DNQ      |      |
| DNQ  | Tony Head            | Honda     | DNQ      |      |
| DNQ  | Reg Lennon           | Honda     | DNQ      |      |
| DNQ  | Claudio Macciotta    | Honda     | DNQ      |      |